# Dan Nistor
Dan Nicolae Nistor (n. 6 mai 1988, Rucăr, România) este un fotbalist român, care joacă pe post de mijlocaș la U Cluj în SuperLiga României. Pe plan internațional, are prezențe la națională pentru România. De-a lungul carierei, a fost vicecampion al României în anul 2013.

## Cariera de club
Nistor a început la inceput de cariera în 2005, ca junior pentru FC Rucăr . În 2008, a debutat ca senior pentru Internațional Curtea de Argeș, din postura de mijlocaș, unde a rămas un sezon. El a jucat sezonul 2009-2010, în Liga a II-a pentru Dacia Mioveni.

### Pandurii Târgu Jiu
În 2010, Nistor a semnat un contract de 4 ani cu clubul de Liga I, Pandurii Târgu Jiu. În sezonul 2011-2012, Pandurii au terminat campionatul pe locul 7, iar Nistor a început să fie remarcat. Sezonul 2012-2013 a fost cel mai bun pentru Nistor în Liga I. Pandurii au terminat campionatul pe locul 2 și au devenit vicecampionii României.
În 2013, el a debutat în Europa League pentru Pandurii, jucând în ambele partide împotriva Levadiei Talinn (turul 2 preliminar) și Hapoel Tel Aviv (turul 3 preliminar). În play-off acesta nu a mai apucat să joace cu SC Braga, din cauza faptului că semnase deja cu formația franceză Evian TG.

### Evian
În august 2013, el a semnat un contract de 4 ani cu echipa franceză Evian TG, pentru 800.000 de euro, marcând la debutul său în Ligue 1 și totodată pentru o echipă din afara României.

## Echipa națională
În noiembrie 2012, Nistor a fost convocat în premieră la echipa națională, în vederea disputării meciului împotriva Belgiei. Până în august 2013, el a jucat în trei meciuri pe banca națională, a bifat 4 selecții și nu a înscris nici un gol.

## Palmares
Pandurii Târgu Jiu
- Liga I
  - Vicecampioană (1): 2012-2013

## Legături externe
- Profil la RomanianSoccer.ro

1. ↑  Soccerway, accesat în 12 iunie 2019